# Campeonato Mundial de Ciclismo en Pista de 2021
El CXVIII Campeonato Mundial de Ciclismo en Pista se celebró en Roubaix (Francia) entre el 20 y el 24 de octubre de 2021 bajo la organización de la Unión Ciclista Internacional (UCI) y la Federación Francesa de Ciclismo.
Inicialmente, el campeonato iba a realizarse en Asjabad (Turkmenistán), pero debido a la pandemia de COVID-19, la UCI tuvo que cancelar esa sede.
Las competiciones se realizaron en el Velódromo Jean Stablinski de la ciudad francesa. Fueron disputadas 22 pruebas, 11 masculinas y 11 femeninas.

## Calendario
| ● | Preliminares | F | Final |

| Fecha                | Mi 20       | Ju 21       | Vi 22       | Sá 23       | Do 24       |
| Hora→ Prueba ↓       | 18:30-21:30 | 18:30-21:45 | 18:30-22:15 | 17:30-20:50 | 13:45-17:15 |
| -------------------- | ----------- | ----------- | ----------- | ----------- | ----------- |
| Velocidad ind.       |             |             |             | ●           | F           |
| Velocidad por eqs.   | F           |             |             |             |             |
| Persecución ind.     |             |             | F           |             |             |
| Persecución por eqs. | ●           | F           |             |             |             |
| 1 km contrarreloj    |             |             | F           |             |             |
| Puntuación           |             |             | F           |             |             |
| Scratch              |             | F           |             |             |             |
| Keirin               |             | F           |             |             |             |
| Madison              |             |             |             |             | F           |
| Eliminación          |             |             |             |             | F           |
| Ómnium               |             |             |             | F           |             |

| Fecha                | Mi 20       | Ju 21       | Vi 22       | Sá 23       | Do 24       |
| Hora→ Prueba ↓       | 18:30-21:30 | 18:30-21:45 | 18:30-22:15 | 17:30-20:50 | 13:45-17:15 |
| -------------------- | ----------- | ----------- | ----------- | ----------- | ----------- |
| Velocidad ind.       |             | ●           | F           |             |             |
| Velocidad por eqs.   | F           |             |             |             |             |
| Persecución ind.     |             |             |             | F           |             |
| Persecución por eqs. | ●           | F           |             |             |             |
| 500 m contrarreloj   |             |             |             | F           |             |
| Puntuación           |             |             |             |             | F           |
| Scratch              | F           |             |             |             |             |
| Keirin               |             |             |             |             | F           |
| Madison              |             |             |             | F           |             |
| Eliminación          |             | F           |             |             |             |
| Ómnium               |             |             | F           |             |             |

1. 1 2  Hora local de Francia: UTC+2.
2. 1 2  Consiste en cuatro pruebas: scratch, tempo, eliminación y puntuación.

## Medallistas

### Masculino
| Evento                          | Oro | Plata                                                                          | Bronce                                                                                 |
| ------------------------------- | --- | ------------------------------------------------------------------------------ | -------------------------------------------------------------------------------------- |
| Velocidad individual (24.10)    | Harrie Lavreysen · Países Bajos                                                                        | Jeffrey Hoogland · Países Bajos                                                | Sébastien Vigier Francia                                                               |
| Velocidad por equipos (20.10)   | Países Bajos · Jeffrey Hoogland · Harrie Lavreysen · Roy van den Berg · 41,979                         | Francia Florian Grengbo Rayan Helal Sébastien Vigier 42,550                    | Alemania · Stefan Bötticher · Joachim Eilers · Nik Schröter · Marc Jurczyk · 43,141    |
| Persecución individual (22.10)  | Ashton Lambie Estados Unidos 4:05,060                                                                  | Jonathan Milan · Italia · 4:06,149                                             | Filippo Ganna · Italia · —                                                             |
| Persecución por equipos (21.10) | Italia · Liam Bertazzo · Simone Consonni · Filippo Ganna · Jonathan Milan · Francesco Lamon · 3:47,192 | Francia Thomas Boudat Thomas Denis Valentin Tabellion Benjamin Thomas 3:49,168 | Reino Unido Ethan Hayter Ethan Vernon Charlie Tanfield Oliver Wood Kian Emadi 3:51,205 |
| 1 km contrarreloj (22.10)       | Jeffrey Hoogland · Países Bajos · 58,418                                                               | Nicholas Paul Trinidad y Tobago 59,791                                         | Joachim Eilers · Alemania · 1:00,008                                                   |
| Carrera por puntos (22.10)      | Benjamin Thomas Francia 94 pts.                                                                        | Kenny De Ketele · Bélgica · 84 pts.                                            | Vincent Hoppezak · Países Bajos · 35 pts.                                              |
| Scratch (21.10)                 | Donavan Grondin Francia                                                                                | Tuur Dens · Bélgica                                                            | Rhys Britton Reino Unido                                                               |
| Keirin (21.10)                  | Harrie Lavreysen · Países Bajos                                                                        | Jeffrey Hoogland · Países Bajos                                                | Mijail Yakovlev · RCF                                                                  |
| Madison (24.10)                 | Lasse Norman Hansen Michael Mørkøv Dinamarca 68 pts.                                                   | Simone Consonni · Michele Scartezzini · Italia · 64 pts.                       | Kenny De Ketele · Robbe Ghys · Bélgica · 62 pts.                                       |
| Eliminación (24.10)             | Elia Viviani · Italia                                                                                  | Iúri Leitão Portugal                                                           | Serguei Rostovtsev · RCF                                                               |
| Ómnium (23.10)                  | Ethan Hayter Reino Unido 180 pts.                                                                      | Aaron Gate Nueva Zelanda 124 pts.                                              | Elia Viviani · Italia · 121 pts.                                                       |

### Femenino
| Evento                          | Oro                                                                                      | Plata | Bronce                                                                             |
| ------------------------------- | ---------------------------------------------------------------------------------------- | --- | ---------------------------------------------------------------------------------- |
| Velocidad individual (22.10)    | Emma Hinze · Alemania                                                                    | Lea Friedrich · Alemania                                                                                     | Kelsey Mitchell · Canadá                                                           |
| Velocidad por equipos (20.10)   | Alemania · Lea Friedrich · Pauline Grabosch · Emma Hinze · 46,064 RM                     | RCF · Natalia Antonova · Daria Shmeliova · Yana Tyshchenko · Anastasiya Voinova · 46,718                     | Reino Unido Sophie Capewell Blaine Ridge-Davis Millicent Tanner Lauren Bate 48,059 |
| Persecución individual (23.10)  | Lisa Brennauer · Alemania · 3:18,258                                                     | Franziska Brauße · Alemania · 3:22,980                                                                       | Mieke Kröger · Alemania · 3:20,903                                                 |
| Persecución por equipos (21.10) | Alemania · Franziska Brauße · Lisa Brennauer · Mieke Kröger · Laura Süßemilch · 4:08,752 | Italia · Elisa Balsamo · Martina Alzini · Chiara Consonni · Martina Fidanza · Letizia Paternoster · 4:13,690 | Reino Unido Katie Archibald Megan Barker Neah Evans Josie Knight 4:17,359          |
| 500 m contrarreloj (23.10)      | Lea Friedrich · Alemania · 33,057                                                        | Anastasiya Voinova · RCF · 33,163                                                                            | Daria Shmeliova · RCF · 33,164                                                     |
| Carrera por puntos (24.10)      | Lotte Kopecky · Bélgica · 76 pts.                                                        | Katie Archibald Reino Unido 72 pts.                                                                          | Kirsten Wild · Países Bajos · 60 pts.                                              |
| Scratch (20.10)                 | Martina Fidanza · Italia                                                                 | Maike van der Duin · Países Bajos                                                                            | Jennifer Valente Estados Unidos                                                    |
| Keirin (24.10)                  | Lea Friedrich · Alemania                                                                 | Mina Sato Japón                                                                                              | Yana Tyshchenko · RCF                                                              |
| Madison (23.10)                 | Amy Pieters · Kirsten Wild · Países Bajos · 35 pts.                                      | Clara Copponi Marie Le Net Francia 30 pts.                                                                   | Katie Archibald Neah Evans Reino Unido 24 pts.                                     |
| Eliminación (21.10)             | Letizia Paternoster · Italia                                                             | Lotte Kopecky · Bélgica                                                                                      | Jennifer Valente Estados Unidos                                                    |
| Ómnium (22.10)                  | Katie Archibald Reino Unido 137 pts.                                                     | Lotte Kopecky · Bélgica · 119 pts.                                                                           | Elisa Balsamo · Italia · 116 pts.                                                  |

## Medallero
| Núm. | País              | Oro | Plata | Bronce | Total |
| ---- | ----------------- | --- | ----- | ------ | ----- |
| 1    | Alemania          | 6   | 2     | 3      | 11    |
| 2    | Países Bajos      | 5   | 3     | 2      | 10    |
| 3    | Italia            | 4   | 3     | 3      | 10    |
| 4    | Francia           | 2   | 3     | 1      | 6     |
| 5    | Reino Unido       | 2   | 1     | 5      | 8     |
| 6    | Bélgica           | 1   | 4     | 1      | 6     |
| 7    | Estados Unidos    | 1   | 0     | 2      | 3     |
| 8    | Dinamarca         | 1   | 0     | 0      | 1     |
| 9    | RCF               | 0   | 2     | 4      | 6     |
| 10   | Japón             | 0   | 1     | 0      | 1     |
| 10   | Nueva Zelanda     | 0   | 1     | 0      | 1     |
| 10   | Portugal          | 0   | 1     | 0      | 1     |
| 10   | Trinidad y Tobago | 0   | 1     | 0      | 1     |
| 14   | Canadá            | 0   | 0     | 1      | 1     |
|      | TOTAL             | 22  | 22    | 22     | 66    |